# 오션 컬러 씬
오션 컬러 씬(Ocean Colour Scene)은 1989년 영국 버밍엄 모슬리에서 결성된 브릿팝 밴드이다. 1990년대 후반 당시 스테레오포닉스와 아울러 브릿팝 얼터너티브 록 밴드 양대산맥으로 인기를 구가하였다.